# 小行星5373
小行星5373（英語：5373）是一颗围绕太阳公转的小行星。1988年11月14日，上田清二、金田宏在钏路市发现了此天体。
这颗小行星的绝对星等为310.8000362878373等。